# Universidade de Hamburgo
A Universidade de Hamburgo é uma universidade em Hamburgo, na Alemanha. Foi fundada em 1 de abril de 1919 por Wilhelm Stern e outros.

## História
Em 1919 na Universidade de Hamburgo havia 1.729 estudantes. O número cresceu para cerca de 6.000 na década de 1950, para 12.600 na década de 1960 e para 19.200 na década de 1970. Atualmente a instituição tem cerca de 41.000 estudantes, dos quais 2.200 estudantes internacionais. Do início dos anos 50 ao meio dos anos 60, o campus de Von-Melle-Park foi reformado e modernas construções foram construídas em 1974 e 1975.